# Ванька-ключник
«Ванька-ключник» (другое название — «Русская быль XVII столетия», 1909) — немой художественный короткометражный фильм Василия Гончарова, киноиллюстрация одноимённой русской народной песни.

## Сюжет
Журнал «Сине-фоно», 1909, № 22, стр. 14:

Кто не знает, кто не слыхал нашу русскую, полную скорбной поэзии песню про Ваньку-ключника? злого разлучника… И поэты, и художники не раз вдохновлялись этой песней, находя в ней богатый материал для своих творений…
Остановившись на том же сюжете для своей первой в этом сезоне картины, мы имели в виду изобразить на экране поэтическую иллюстрацию этой популярнейшей из народных песен, перенести зрителя в обстановку нашей родной старины…
Картина первая. Подвыпил старый князь со своим боярином-приятелем и решил поехать на перевоз, поразвлечься пляской красотки Насти да игрою её брата ухаря Щегла… приказывает князь ключнику позвать его молодую жену проститься с ним да, кстати, похвастаться перед гостем её кротким нравом да покорностью… Заставляет её поцеловать гостя, и рада бы отказаться, да, зная крутой нрав мужа, робко исполняет веление своего господина и скрепя сердце целует подвыпившего боярина… А тут ещё, как на грех, стоит и ключник… Уехал князь, уехал боярин, на миг задержался ключник, чтобы бросить ласковое слово княгинюшке, всколыхнулось сердце — не слыхала ли старая мамка неосторожного слова, но той и неведомо, что творится с княгинюшкой…
Картина вторая. Дворовые и сенные девушки водят хоровод… Пошатываясь, спускается боярин и заигрывает с молодушками, но морщится князь: «Негоже-де дома, на просторе другое дело…» И уводит боярина. Не одной княгине полюбился молодой ключник… Сенная Дашутка не чает души в нём… Как тень, отделяется она от хоровода, чтобы хоть словечком перекинуться с Иваном, но нет уже у него для неё ласковых слов… Княгиня встала ей поперек дороги, своими глазами увидела она… как княгиня к Ване льнула:
Как сорочка ко плечу,
Целовала, миловала,
Своим милым называла… 
Гнев, обида заговорили в сердце Дашутки, и она решается на отчаянный шаг: донести обо всем князю…
Картина третья. Весело пирует князь у перевоза и не чует, что беда уже за плечами… Усталая, измученная, еле переводя дух, появляется Дашутка и сообщает князю страшную правду… Как раненый, заревел князь и бросился со своими слугами домой. Но шустрая Настя быстро сообразила, что несдобровать ключнику, и посылает своего брата на лодке кратчайшим путём известить его о грозящей беде…
Картина четвёртая. Быстро летит резвая лодка, лихо выскакивает Щегол и, подгоняемый желанием вызволить друга из беды, стремглав бежит к княжескому терему… Не успел предупредить он друга об опасности, как в воротах появляется князь с челядью… Со всех сторон окружили его, скрутили белы рученьки:
И ведут во двор Ванюшу,
Ветер кудри Ване бьет,
Ветер шелкову рубашку
К белу телу так и льнет…
Встревоженная, бежит из терема княгиня и, увидя своего друга привязанным к дереву, не смогла сдержать стона… Этого только и было нужно князю:
Отвечай же, сын ты вражий,
Расскажи-ка, варвар мой,
Как гулял ты в роще княжей
С нашей княжеской женой…

И по рукоять нож — в грудь Ивана… Как подкошенная, рухнула наземь княгиня… Подоспела и Дашутка и со стоном обвивает труп погубленного ею Ваньки-ключника, злого разлучника… 

## Критика
Журнал «Сине-фоно», 1909, № 22, стр. 8-9:

«Ванька-ключник» — драма из боярской жизни, скомбинированная по народной песне. С этой картины как первого художественного произведения русского фабриканта мы и начнём наш обычный обзор новостей.
Нам приходилось до сих пор видеть несколько картин работы русских фабрикантов, но мы не останавливались на них, так как в большинстве случаев это были ленты, от которых так и брызгало обычное тяп-ляп гонящегося за сенсацией коммерсанта, но отнюдь не артиста-художника. Исключением из них был «Купец Калашников», отмеченный нами своевременно как первая и довольно удачная попытка создать хорошую русскую картину.
Теперь же перед нами результат уже не робкой попытки, а строгой и всесторонне обдуманной работы, работы, при исполнении которой были поставлены определённые задачи чистого искусства. Своевременно же мы на страницах нашего журнала выражали пожелания, что когда на нашем рынке появятся наши русские картины, то чтобы это были настоящие Films d’Art, так как иначе и не может быть — перед нами огромный опыт иностранных фабрикантов, с одной стороны, и огромные же собственные богатства, как литературные, так и артистические — с другой! Да, наконец, при существующей конкуренции других картин выпускать не имело смысла! Вот почему мы и рассматриваем выпущенную картину с точки зрения указанной нами выше задачи.

Картина, содержание которой мы не станем передавать, переносит нас в родную старину. Это эпизод из жизни наших предков, которым вовсе не чужды были современные страсти, но у которых эти страсти выливались в несколько чуждые нам формы. Мы видим те же чувства любви и ревности, тот же разгул, но проявленные в более примитивных, хочется сказать — в более наивных, тонах. И нужно отдать справедливость артистам и главным образом режиссёру — эти тона прекрасно выдержаны. Само собой разумеется, что костюмы эпохи детально показаны. Укажем также и на удачно выбранные места действия. В них чувствуется запущенность старины, когда ещё не умели украшать природы и брали её так, как она есть. Слабо, правда, незаметно дана «гульба на перевозе». Здесь хотелось бы больше движения, больше размаха. Но то, что дано, — сделано недурно. Ещё раз повторяем — во всём видна хорошая работа режиссёра. Им, очевидно, продуманы все детали всей постановки. О игре артистов, каждого в отдельности, мы не упоминаем, так как характер разыгранной пьесы требует больше ансамбля, что с успехом достигнуто. Скажем только, что у артистов сказывается умение играть перед объективом. Немного жаль, что боярский костюм княгини делает её «сырее», чем того хотелось бы по пьесе. Такой полной княгине не до любовных игр! Но это мелочь. В общем картину можно назвать очень удачной как с артистической, так и с технической стороны! И это нас радует: радует за фабриканта, который недаром потратил массу энергии и труда для достижения своего успеха, радует и за русское кинематографическое искусство, будущность которого впереди!

## Роли и исполнители
- Василий Степанов — Князь
- Любовь Варягина — Княгиня
- Андрей Громов — Ключник
- Александра Гончарова — Девушка

## Интересные факты
- Фильм снимался с привлечением актёров труппы Введенского народного дома, которая затем стала основой актерского состава киноателье Ханжонкова.
- Фильм вышел на экраны 1 (14) сентября 1909 года.
- Фильм сохранился без надписей.